# Simopone

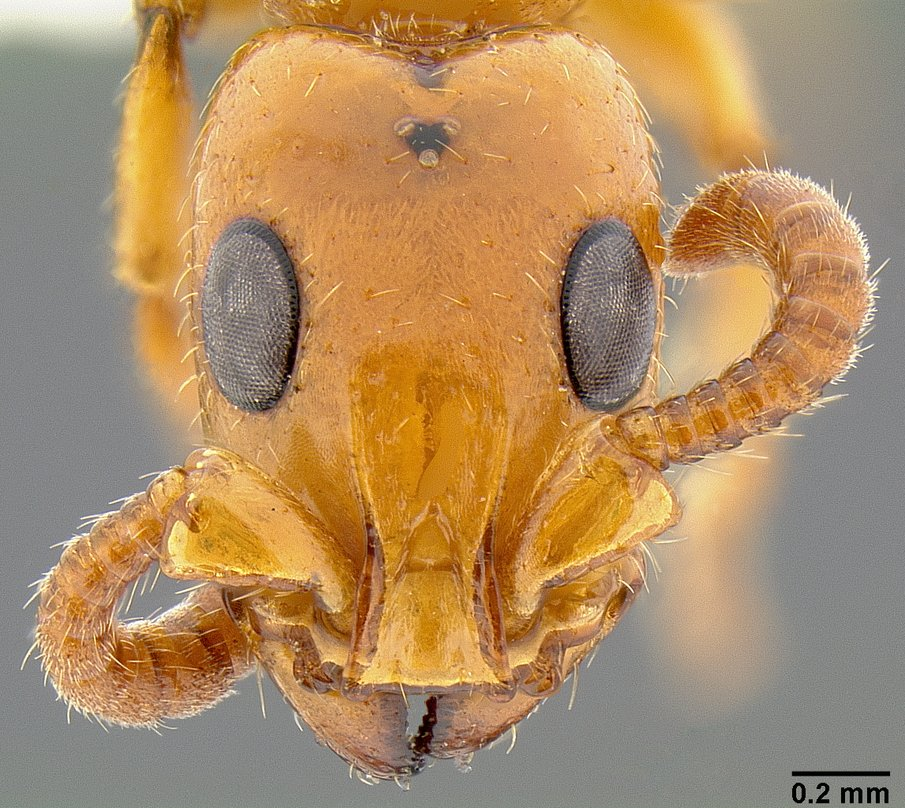
Голова Simopone marleyi

Simopone  (лат.) — род муравьёв (Formicidae) из подсемейства Cerapachyinae (Cerapachyini). Мирмекофаги. Около 40 видов.

## Описание
Встречаются в тропиках Старого света (Африка, Мадагаскар, Юго-Восточная Азия). Специализированы на питании другими видами муравьёв (мирмекофагия). Мелкие узкотелые муравьи (5—7 мм). В стебельке 1 членик (петиоль), но первый сегмент брюшка резко отделён перетяжкой от остальных, напоминая формой второй членик стебелька (постпетиоль) некоторых других муравьёв (Myrmicinae). У рабочих усики 11-члениковые и имеются оцеллии. Формула щупиков: 6,4 или 5,3 (число члеников нижнечелюстных и нижнегубных щупиков). Глаза крупные (соотношение длины глаза к ширине головы, EL/HW = 0,30-0,53), скапус короткий (соотношение длины скапуса к ширине головы, SI = 33-56). Преимущественно древесные виды (изредка рабочие фуражируют на земле).

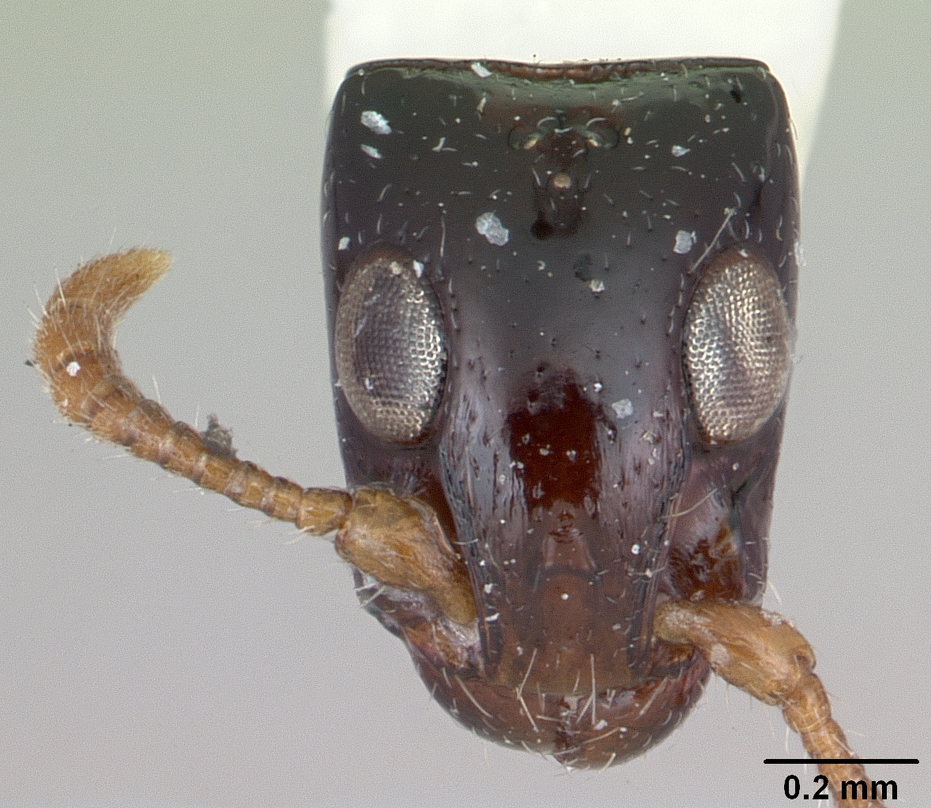
Голова Simopone chapmani
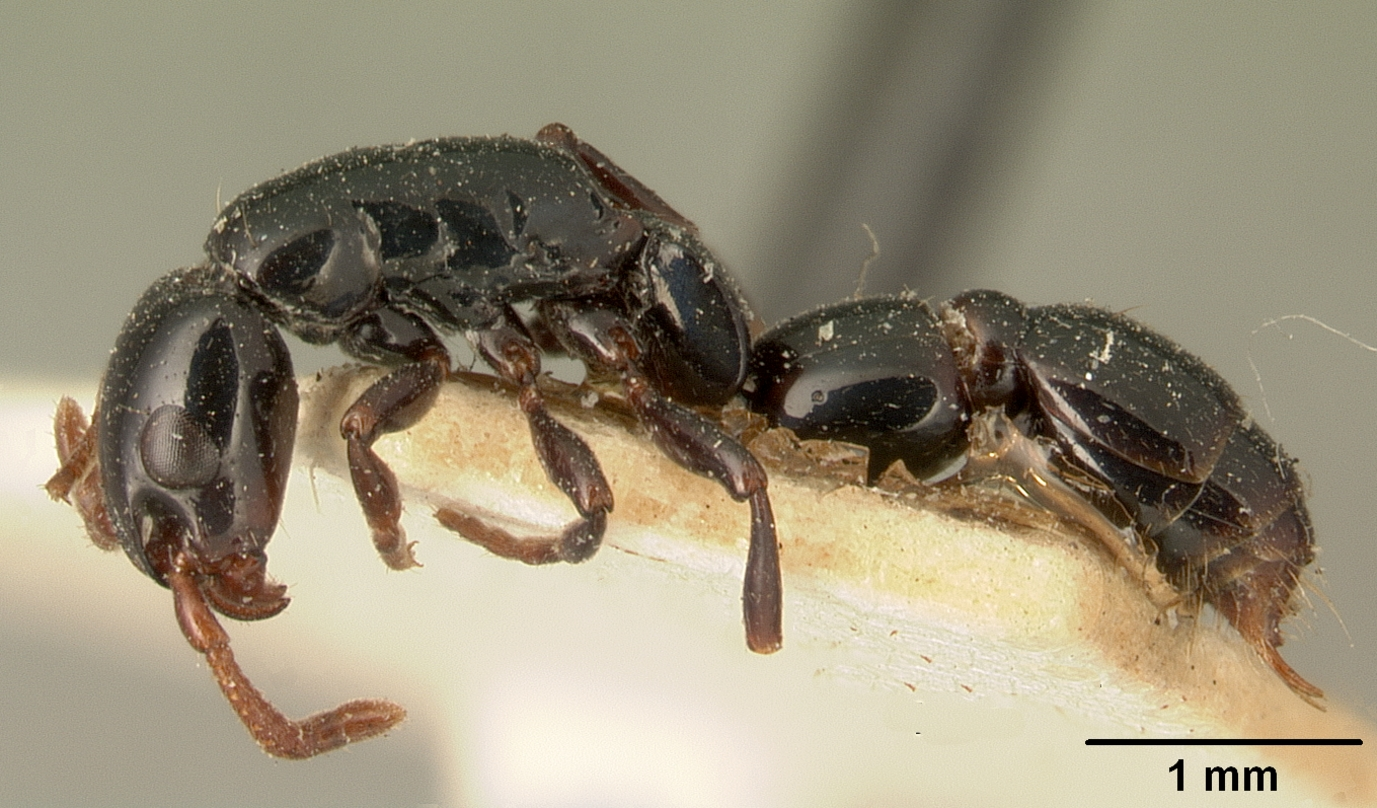
Simopone grandidieri сбоку
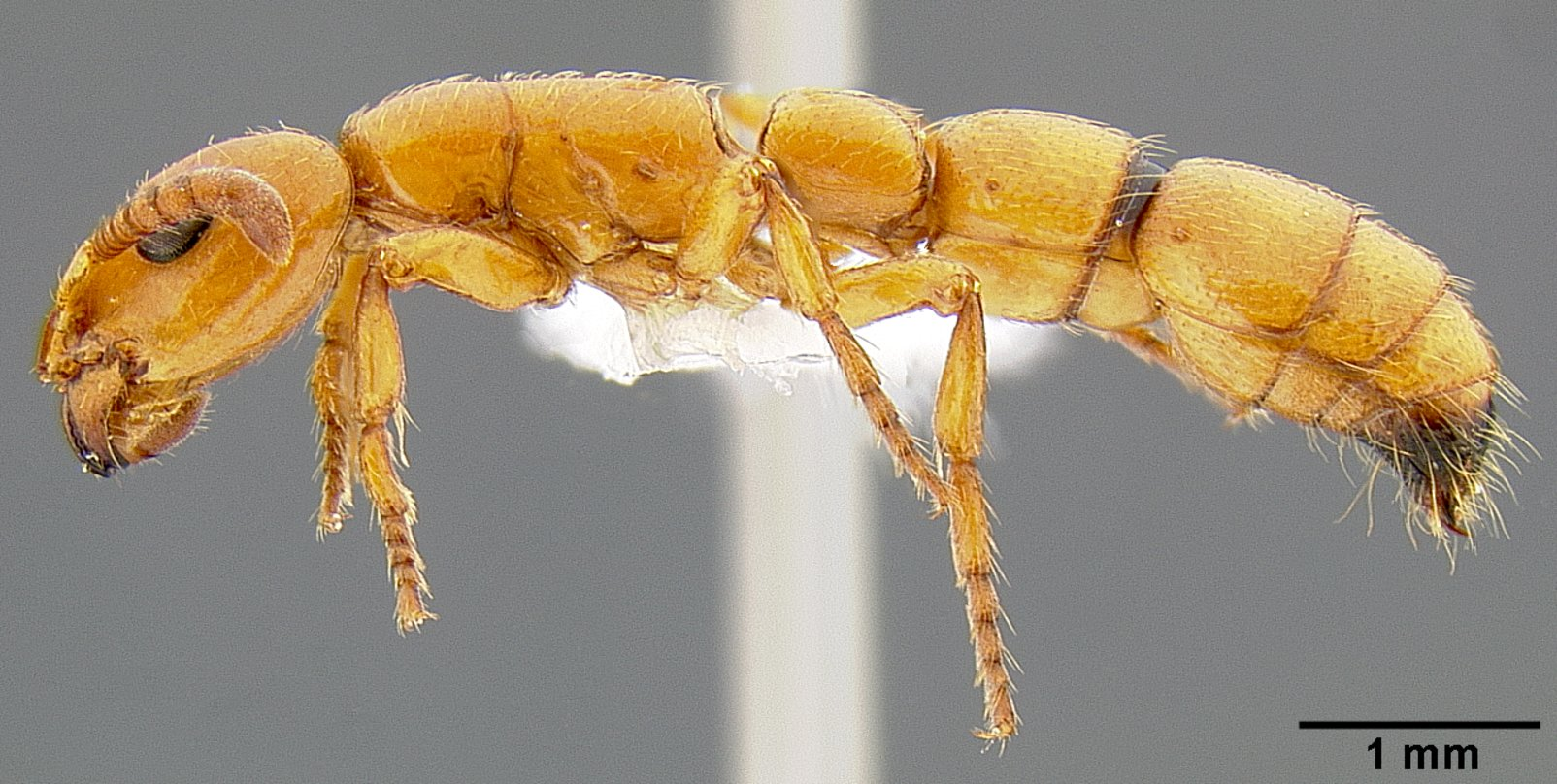
Simopone marleyi сбоку

## Систематика
Около 40 видов, половина из которых была описана в 2012 году. Род был выделен в 1891 году швейцарским биологом Огюстом Форелем.

| - Simopone fera Bolton & Fisher, 2012 | - Simopone occulta Bolton & Fisher, 2012 | - Simopone oculata Radchenko, 1993 - Simopone persculpta Bolton & Fisher, 2012 - Simopone rabula Bolton & Fisher, 2012 - Simopone rex Bolton & Fisher, 2012 - Simopone satagia Bolton, 1995 - Simopone schoutedeni Santschi, 1923 - Simopone sicaria Bolton & Fisher, 2012 - Simopone silens Bolton & Fisher, 2012 - Simopone trita Bolton & Fisher, 2012 - Simopone vepres Bolton & Fisher, 2012 - Simopone victrix Bolton & Fisher, 2012 |